# アメリカンショートヘア
アメリカンショートヘア（英語: American Shorthair）は、ネコの品種のひとつ。
17世紀にイギリスからアメリカに渡った移民たちの船にネズミ捕りのため乗っていたネコの子孫とされる。しつけのし易さから日本でも1990年代後半頃より流行し始め、現在ではごく一般的な猫種として定着した。「アメショ」「アメショー」という略称で呼ばれることも多い。

## 身体的特徴

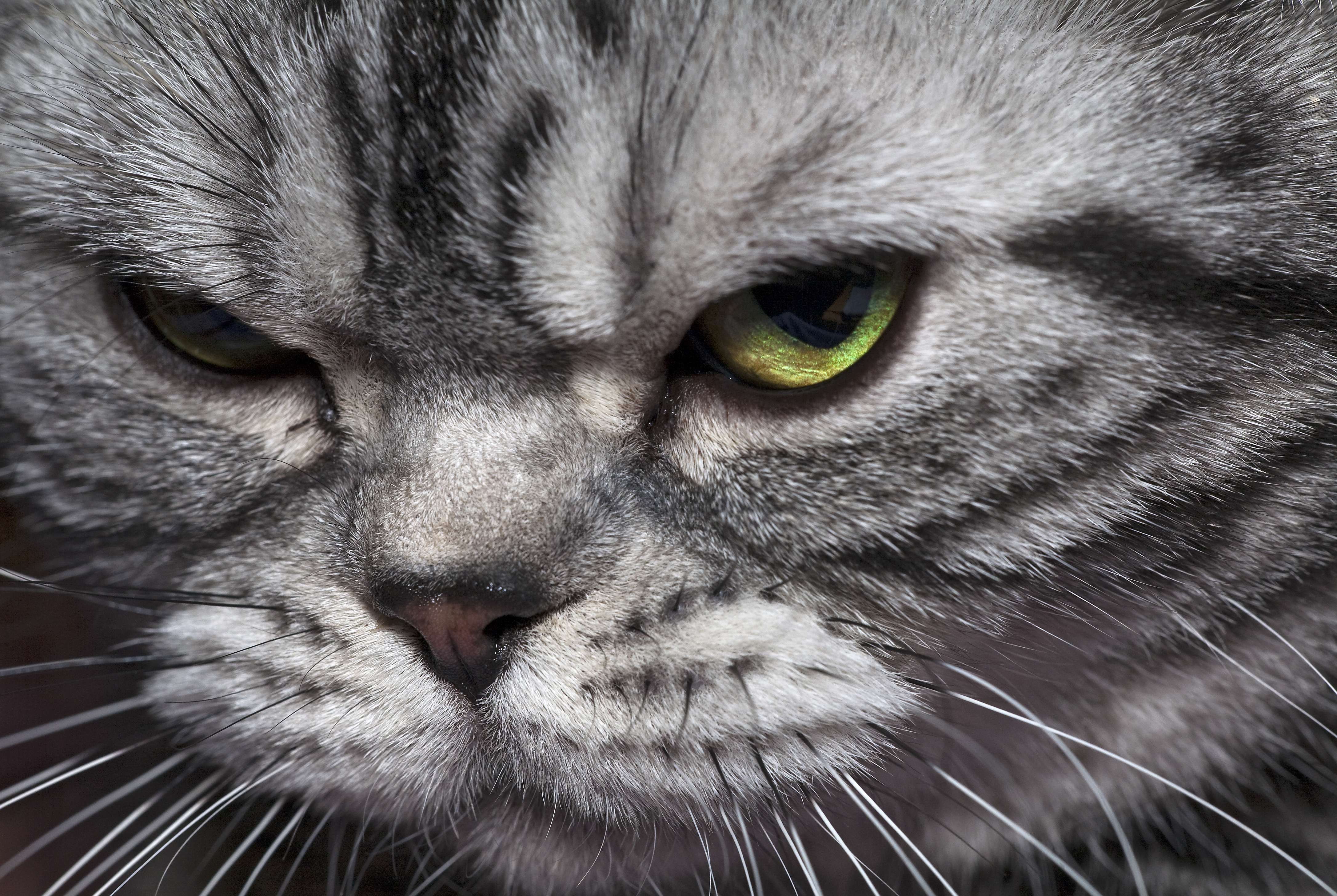
顔

比較的大きな頭部で、頬が張っておりマズルは四角い。上側はアーモンド型、下側は丸型の大きな目を持つ。耳の先端はやや丸みを帯び、両耳の間隔は離れ気味である。
長さ・太さとも中程度のがっしりとした四肢で、ボウ（足先）は丸い。尾は胴体に比して長くも短くもなく、付け根あたりは太い。
密生した硬めで厚い被毛で、暑さや寒さへの適応性も高い。シルバータビーがよく知られるが、別色のタビーやソリッド、ホワイトなど80以上ものパターンがみられる。
同系のブリティッシュショートヘア種より体重が軽いのが特徴。ただし、容易に太る傾向があるため、健康管理に注意を払う必要がある。
個体として完全に成長するのは3 - 4歳頃だと考えられている。
平均寿命は12年 - 13年。アメリカンショートヘアの「人間年齢換算表」では、アメリカンショートヘアの平均寿命である12年 - 13年は78歳 - 82歳くらいの年齢である。

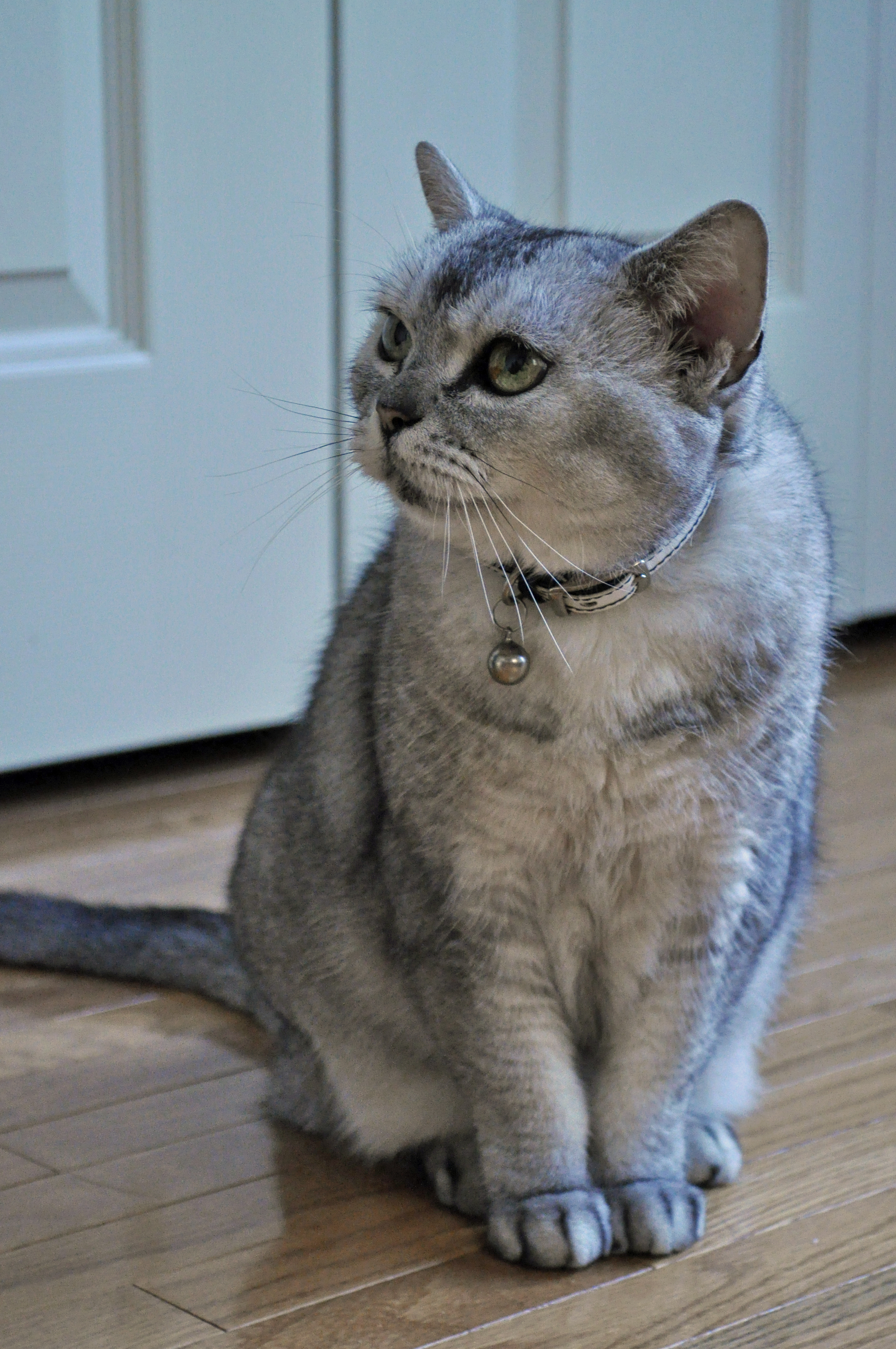
生後14年の長生き個体(ヒト換算で86歳 - 89歳)

## 性格
陽気で賢く好奇心旺盛。遊び好きで、同居人（犬も含む）と仲良く暮らすことができる。狩りが得意だが、明るく優しい気質で、小さい子供の遊び相手にもなれる。

ネズミやヘビといった害獣駆除を目的に飼育されてきた歴史から運動能力が高く、活発に動き、食事量も多い。

## 歴史
10世紀にローマ人がヨーロピアンショートヘアをイングランドに持ち込みブリティッシュショートヘアへ名称変更、アメリカに持ち込まれ、1906年に猫種登録された際には「ドメスティックショートヘア」であったが、1966年に「アメリカンショートヘア」として品種が確立した。

## ギャラリー

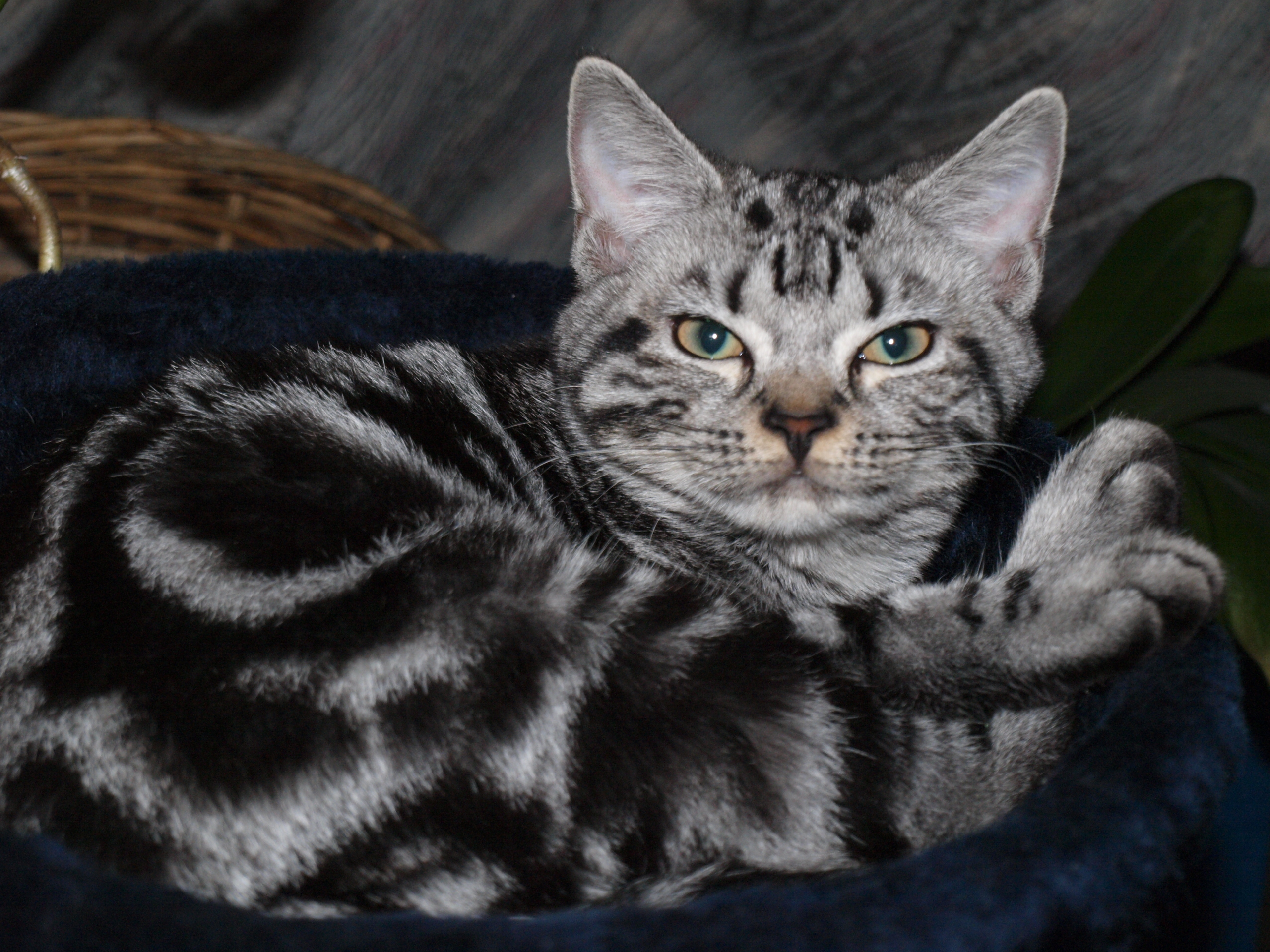
シルバークラシックタビー
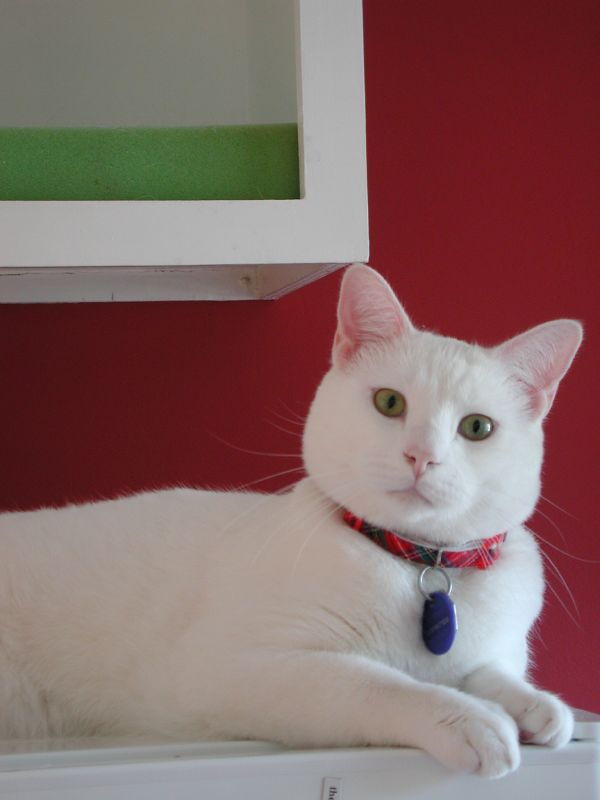
ホワイト
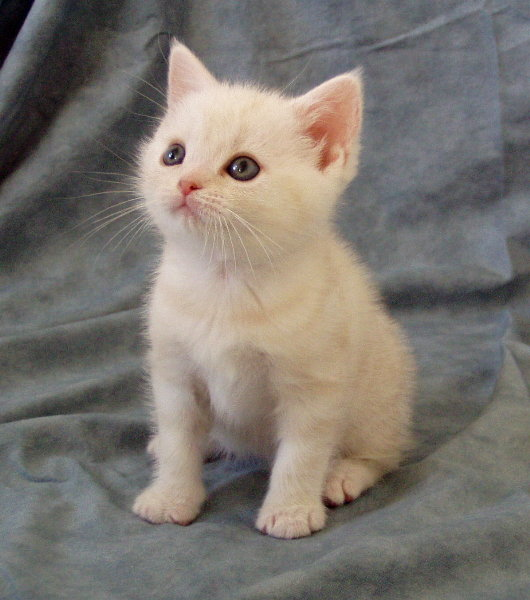
クリーム色（生後6週間）
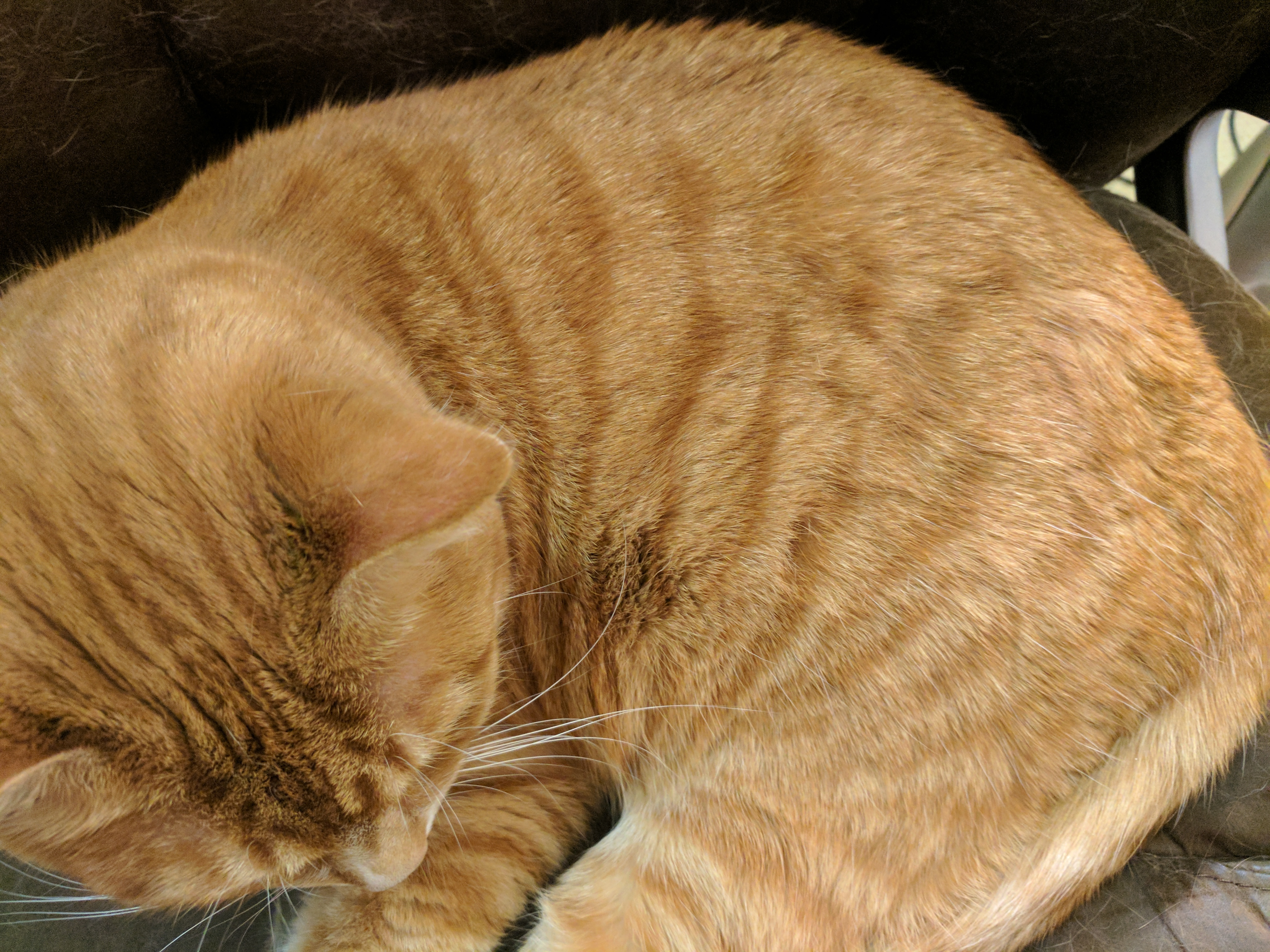
赤茶
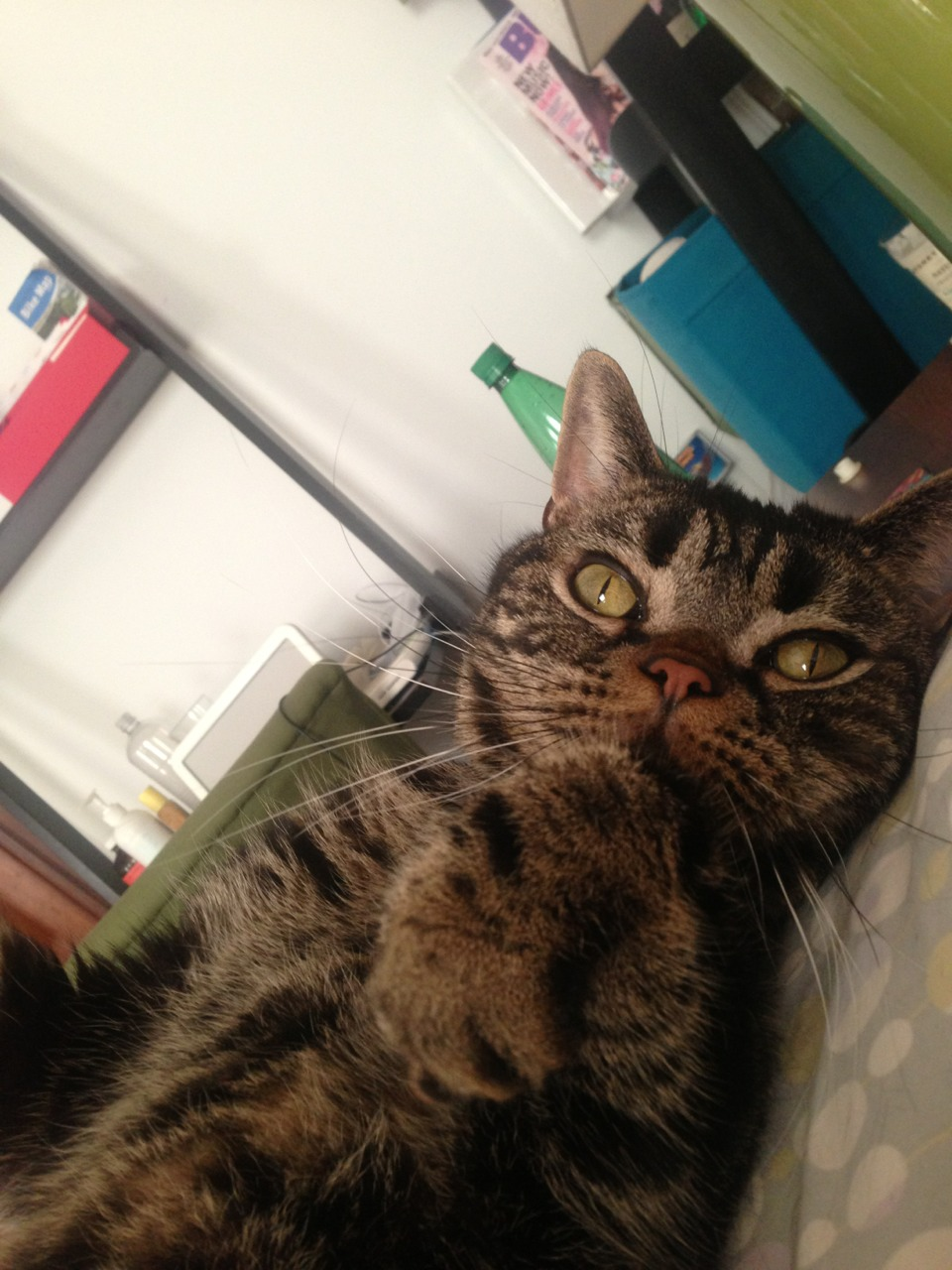
茶色
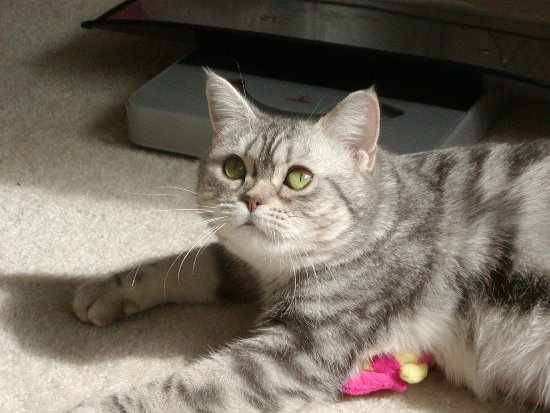
青
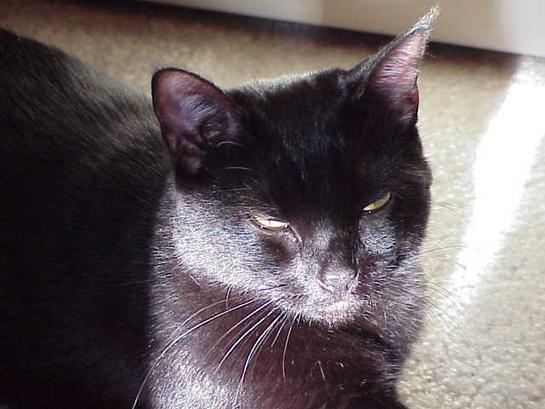
黒